# Saciación del depredador

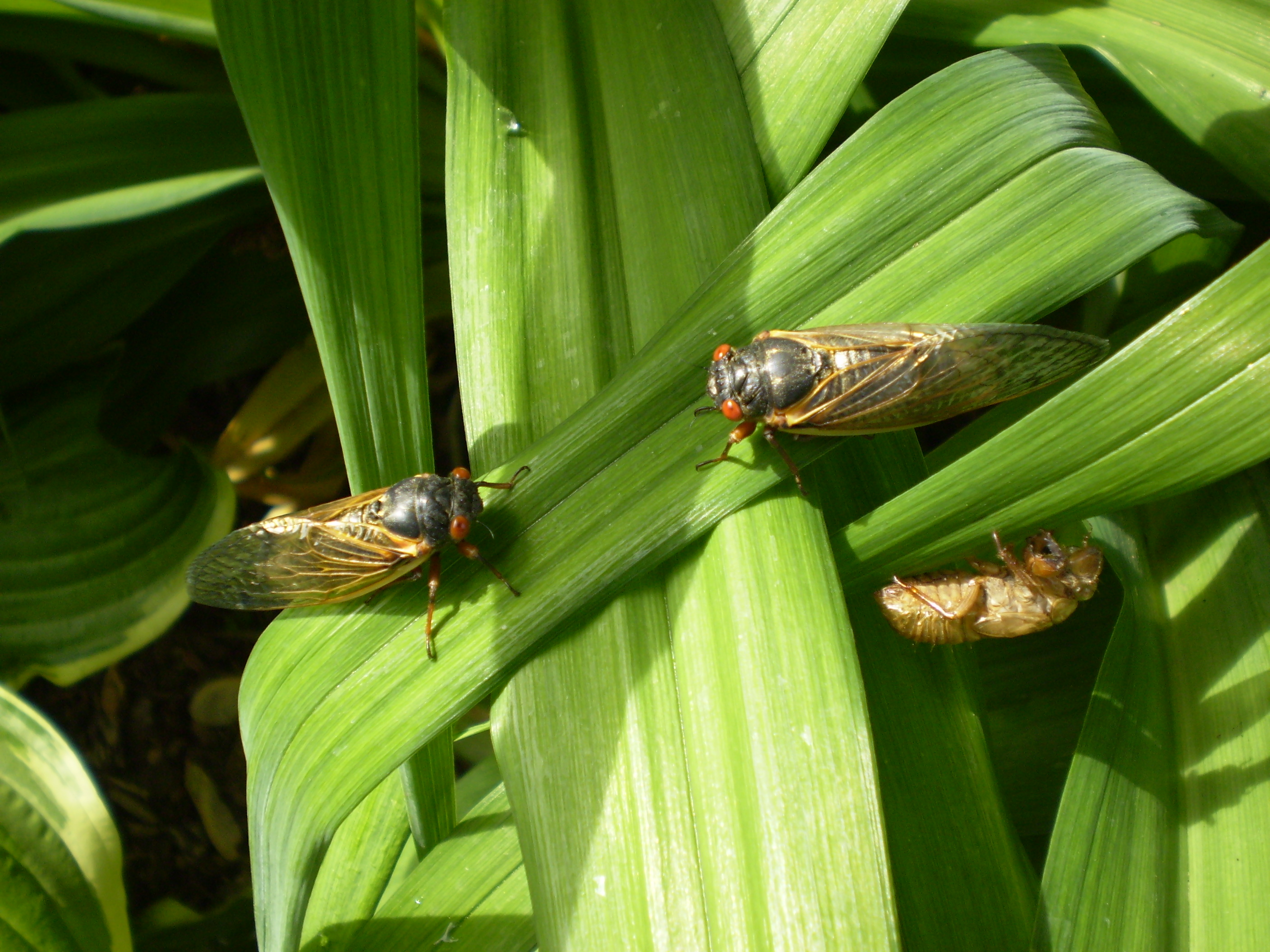
La saciación del depredador ha evolucionado como un patrón reproductivo en lascigarras periódicas del género Magicicada.

La saciación del depredador (menos comúnmente llamada saturación del depredador) es una adaptación anti-depredadores en la que las presas surgen brevemente en altas densidades de población, lo que reduce la probabilidad de que un organismo individual sea devorado. Cuando los depredadores se ven inundados de presas potenciales, estos pueden consumir solo una cierta cantidad, por lo que al emerger en grandes cantidades de población las presas se benefician de un efecto de seguridad en los números. Esta estrategia ha evolucionado en una amplia gama de presas que incluyen en particular muchas especies de plantas, insectos y peces. La saciación del depredador puede considerarse un tipo de refugio ante los depredadores. : 340 
A medida que aumenta el alimento disponible un depredador tiene más posibilidades de sobrevivir, crecer y reproducirse. Sin embargo, a medida que el suministro de alimentos comienza a abrumar la capacidad del depredador para consumirlos y procesarlos, el consumo se estabiliza. Este patrón es evidente en lo que desde ciertas posturas de la biología se denomina como respuesta funcional del tipo II. También existen límites para el crecimiento de la población (respuesta numérica) que dependen del tiempo de generación de la especie depredadora. 
Algunas especies de cigarras periódicas (Magicicada) emergen en grandes cantidades desde su etapa larvaria en intervalos de años que son números primos, 13 o 17. En sitios de alta densidad, la investigación encuentra que el número comido por las aves no aumenta con el número de individuos de cigarras y el riesgo de depredación para cada individuo disminuye.
En contraste con la saciación del depredador, se observa un patrón diferente en respuesta a los consumidores mutualistas, que benefician a un organismo al alimentarse de él (como los frugívoros, que dispersan las semillas). Por ejemplo, las bayas de una vid pueden madurar en diferentes momentos, lo que garantiza que los frugívoros no se inunden con alimentos y, por lo tanto, se disperse una mayor proporción de sus semillas.